# NGC 7467
NGC 7467 ist eine kompakte elliptische Galaxie vom Hubble-Typ cE im Sternbild Pegasus am Nordsternhimmel. Sie ist schätzungsweise 518 Millionen Lichtjahre von der Milchstraße entfernt und hat einen Durchmesser von etwa 60.000 Lj.
Im selben Himmelsareal befinden sich u. a. die Galaxien NGC 7461, NGC 7463, NGC 7464, NGC 7465.
Das Objekt wurde am 23. Oktober 1864 von Albert Marth entdeckt.